# Звёздчатый козодой
Звёздчатый козодой (лат. Caprimulgus stellatus) — вид птиц из семейства настоящих козодоев (Caprimulgidae). Подвидов не образует.

## Распространение
Обитает на северо-западе Сомали, в Джибути, центральной и южной Эфиопии, юго-восточном Судане, северной, центральной северо-западной Кении.

## Питание
Рацион плохо изучен. Основу питанию составляют богомолы, жесткокрылые, кузнечики.